# Museo Histórico del Ejército (Argentina)
El Museo Histórico del Ejército se encuentra ubicado en la localidad de Ciudadela, en la Provincia de Buenos Aires de la República Argentina. Está dedicado a la historia militar de la Argentina, desde el Virreinato español a la actualidad.

## Historia
El Museo Histórico del Ejército fue creado el 13 de mayo de 1993, en los "Cuarteles del Liniers" ubicados en la localidad de Ciudadela. El terreno donde se encuentra el Museo perteneció primero a la Compañía de Jesús, y luego al Real Colegio de San Carlos y a su sucesor el Colegio Nacional de Buenos Aires. A finales del siglo XIX el terreno paso al Gobierno Nacional, que dispuso su uso para cuarteles del Ejército. Las obras se completaron en 1904; los edificios contiguos al arco de entrada semejaban una fortaleza almenada que dieron lugar al nombre de "Ciudadela".
Las siguientes unidades ocuparon los cuarteles en distintas épocas:
- Regimiento de Caballería de Línea 8
- Grupo de Artillería 1 «Brigadier General Tomás de Iriarte»
- Grupo de Artillería de Defensa Aérea 101 «Teniente General Don Pablo Ricchieri»

Tras el traslado a Campo de Mayo del GA 1  y la desactivación del GADA 101 en 1991, el predio quedó vacío; la Comisión Nacional de Monumentos y Lugares Históricos recomendó que se destinara a un museo o centro cultural dado le valor histórico y arquitectónico de los edificios. En esa misma época se autorizó la creación del "Museo Histórico del Ejército", decidiéndose que los "Cuarteles de Liniers" fueran su sede.
Orgánicamente, el museo depende de la Jefatura III-Operaciones del Estado Mayor General del Ejército (EMGE).

## Colección
El museo cuenta en su patrimonio con objetos del periodo colonial y de las guerras de la independencia, de la Guerra de Malvinas y de las acciones de paz en las que participó el Ejército Argentino. También posee armamentos de infantería y artillería, vehículos blindados y de apoyo, y otros materiales que ha usado el ejército a lo largo de su historia.

## Instalaciones

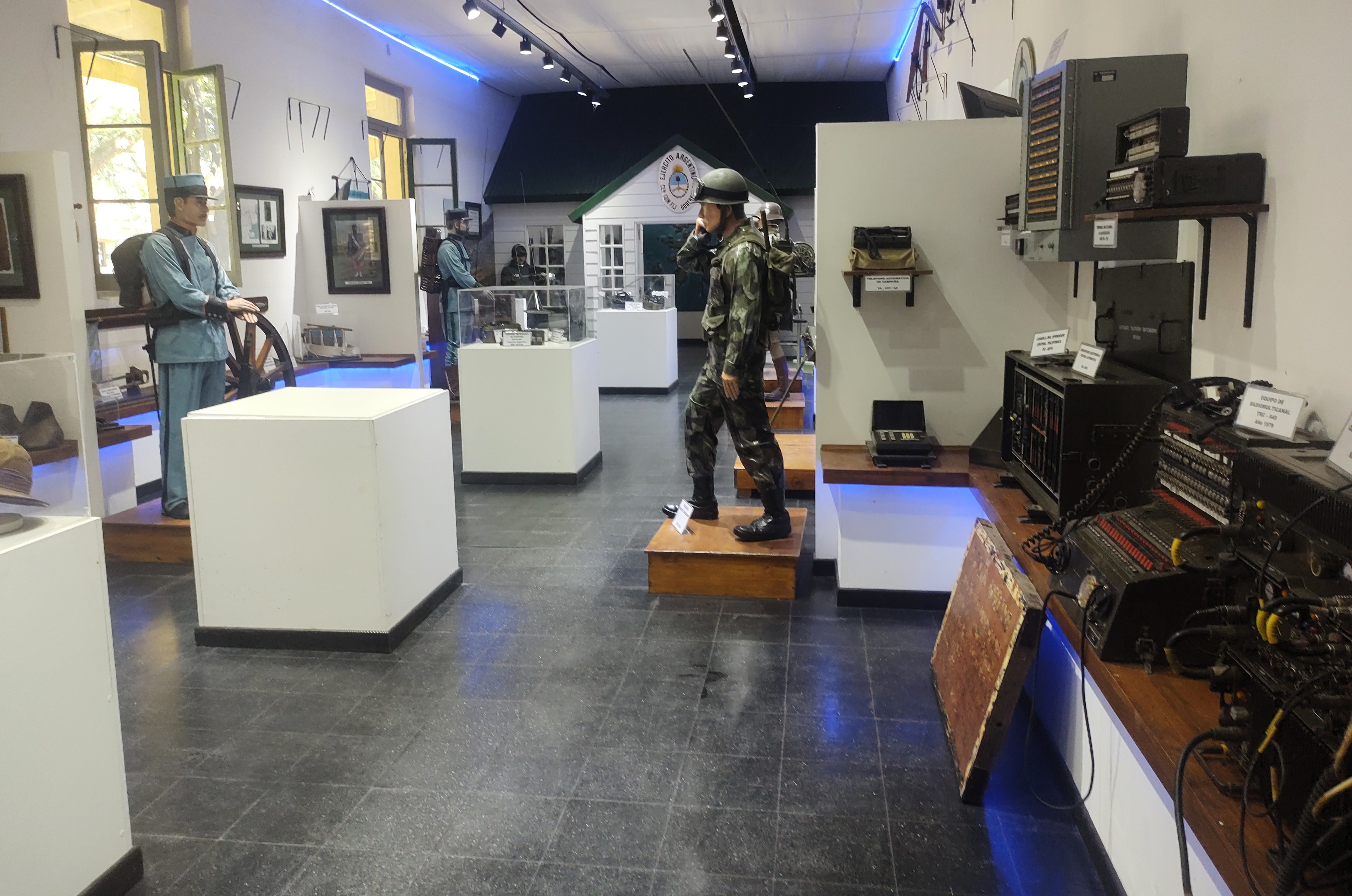
Sala Malvinas Argentinas

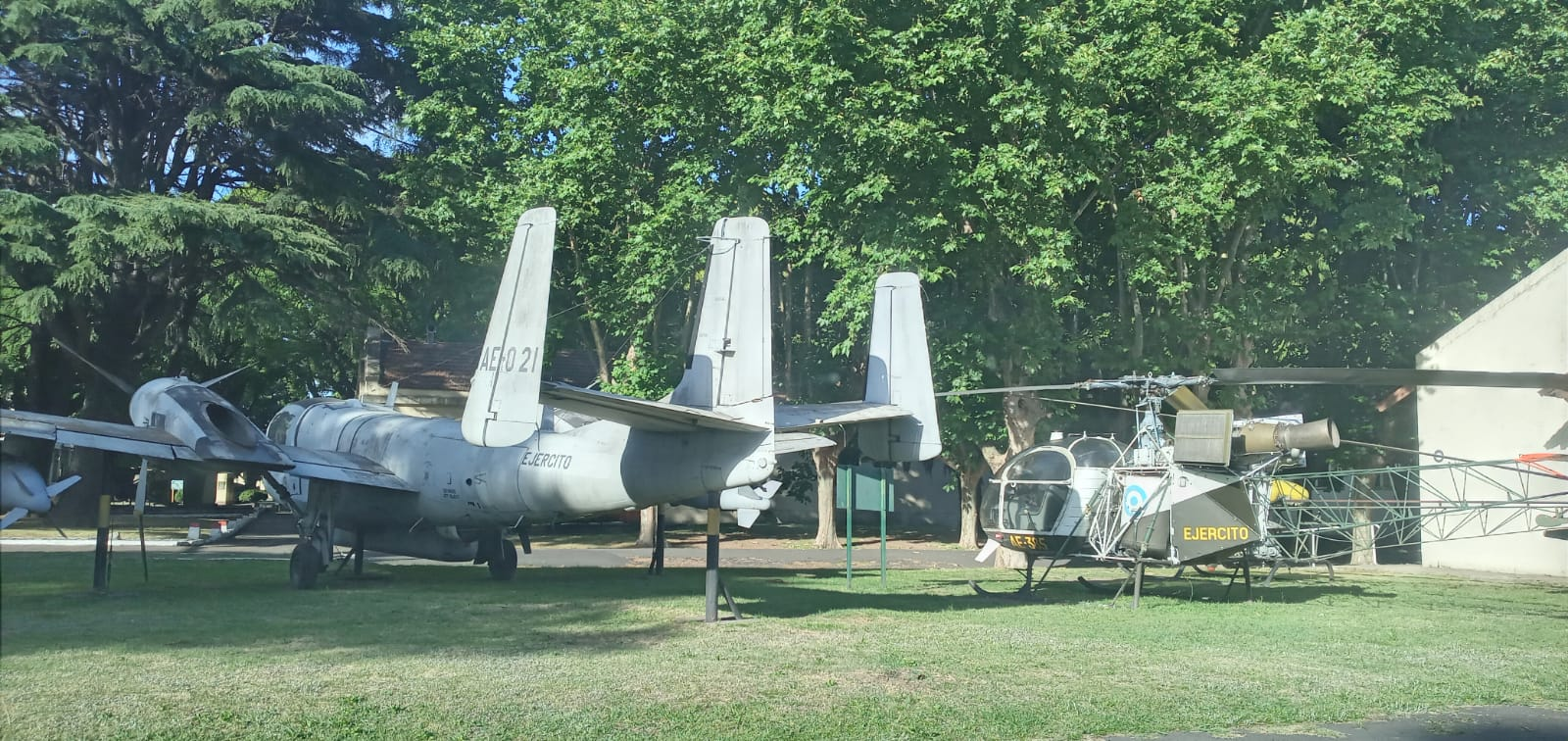
Hay en exhibición todo tipo de vehículos militares

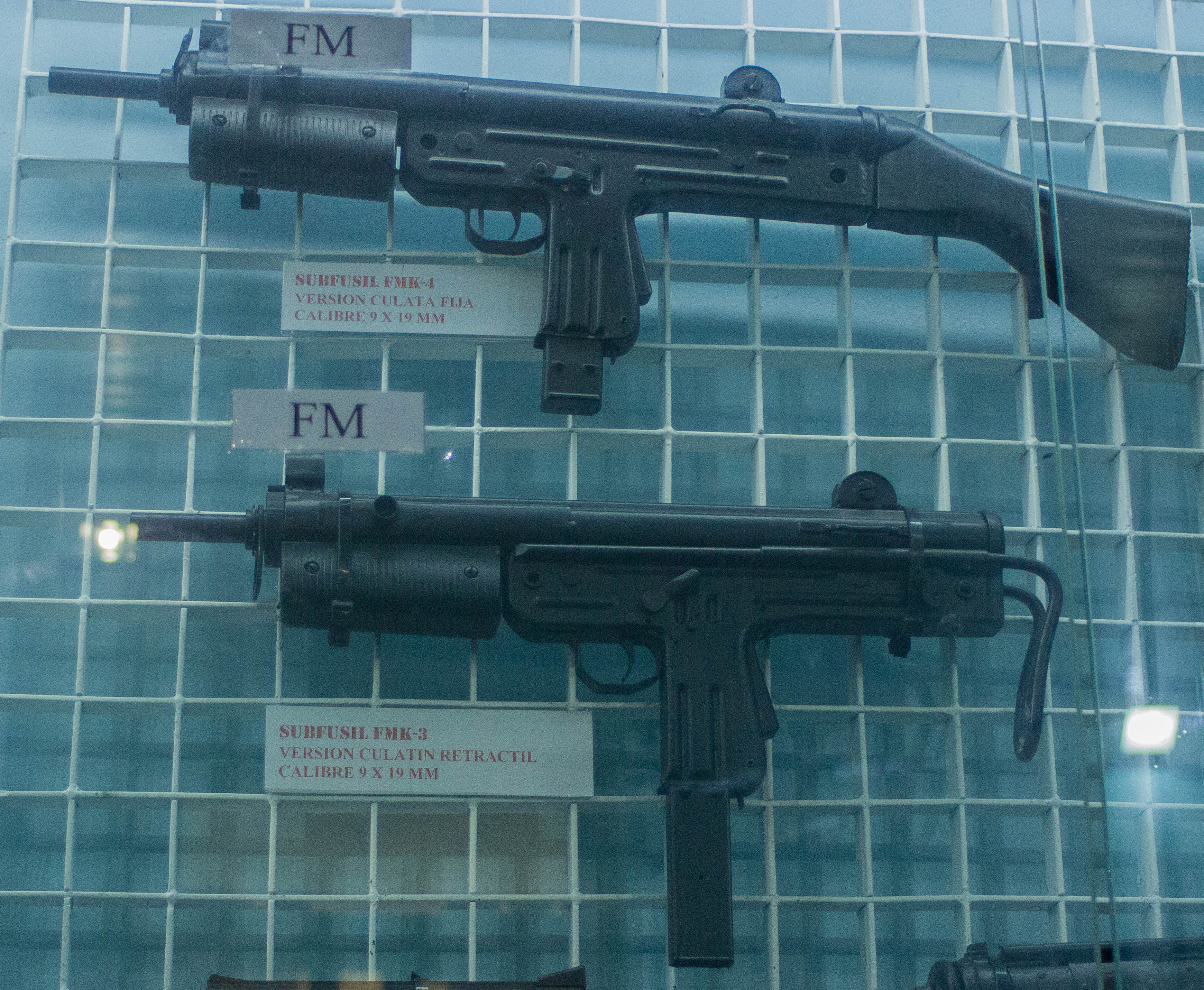
Exhibición de armamento diverso.

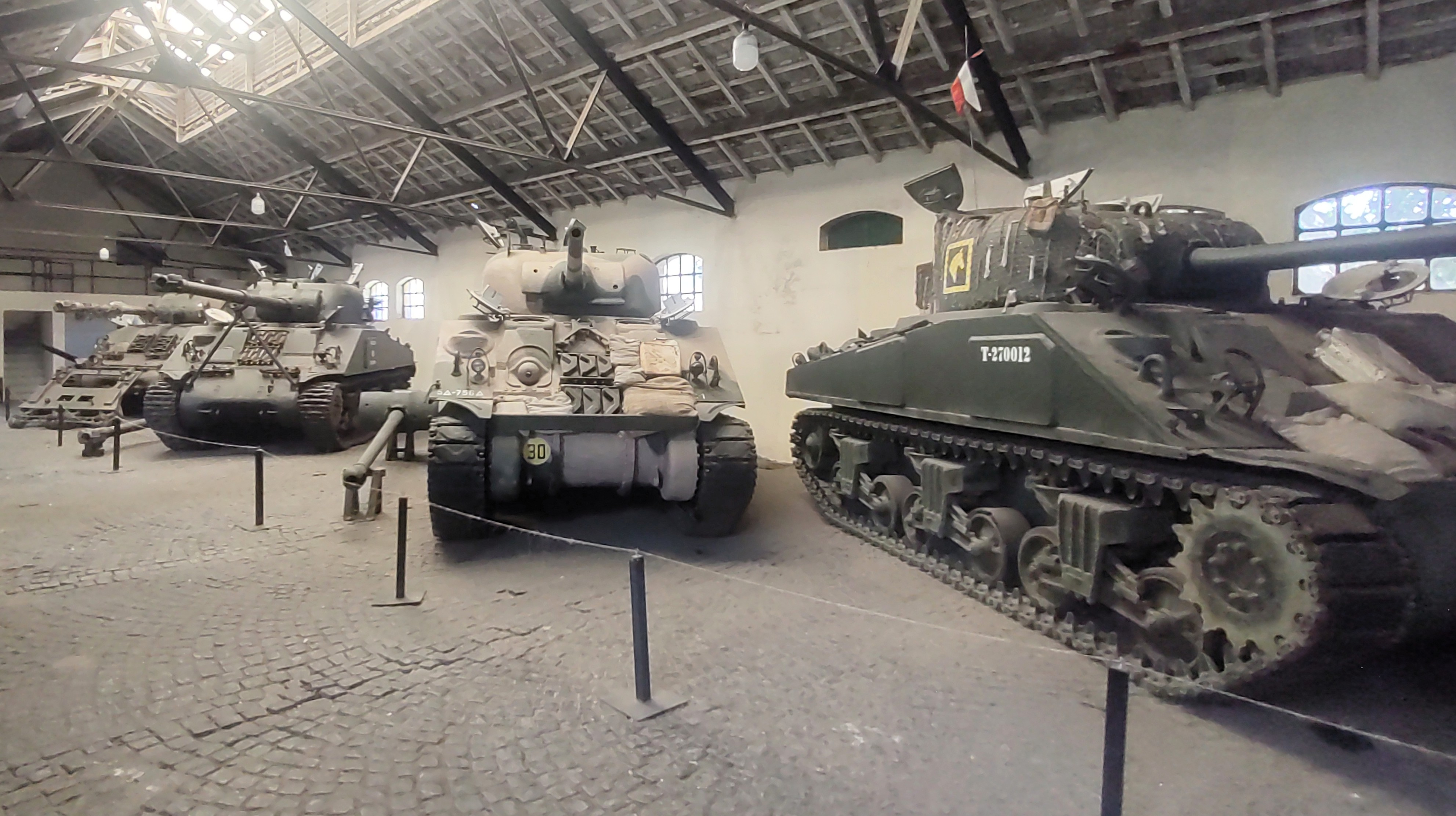
Numerosos vehículos blindados para el combate.

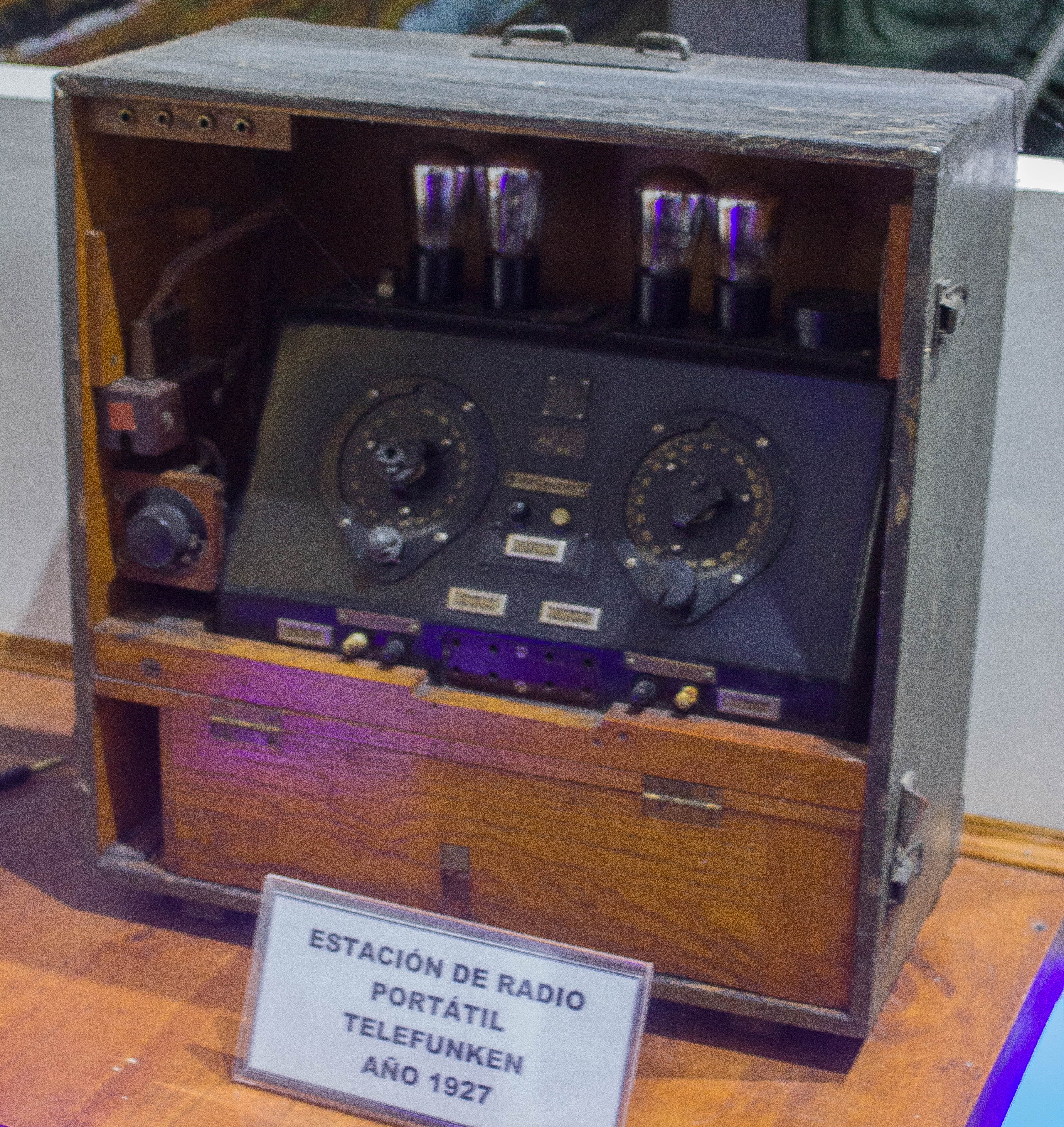
Estación de radio portátil de 1927.

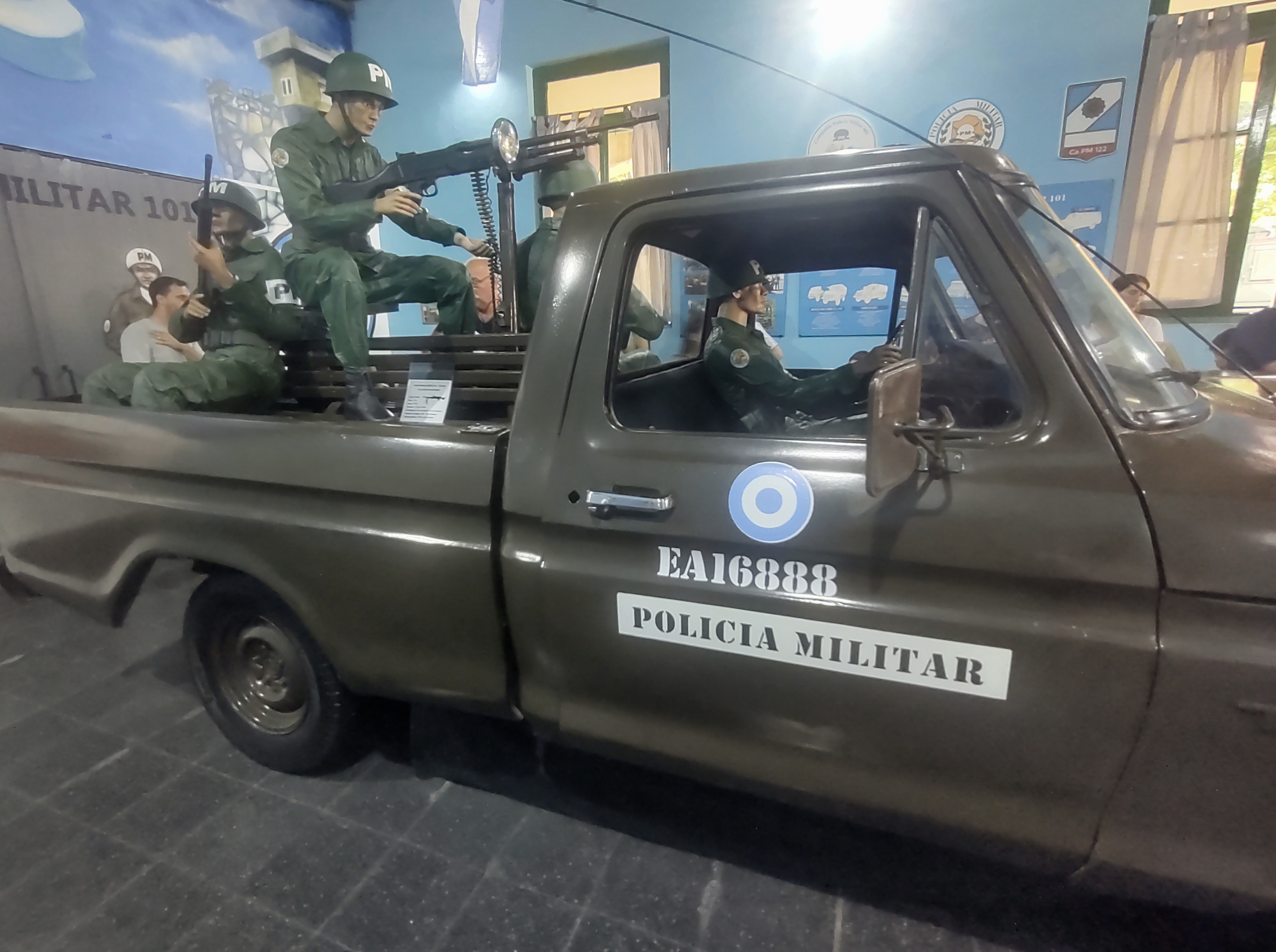
Recreación de la antigua Policía Militar

El museo cuenta con las siguientes áreas de exhibición:

### Sala Malvinas Argentinas
Historia político-militar de las islas, desde el Virreinato hasta la guerra de Malvinas de 1982.

### Sala de la Libertad
Historia militar de la Argentina, desde la Colonia hasta las guerras por la Independencia Argentina.

### Sala del Libertador
Historia del General José de San Martín y sus campañas militares. 

### Sala de Misiones de Paz
Historia de la participación del Ejército Argentino en misiones de paz de las Naciones Unidas.

### Sala de Infantería
Historia y equipamiento del Arma de Infantería.

### Sala de Artillería
Historia y equipamiento del Arma de Artillería.

### Sala de Bandas Militares
Historia es esta especialidad, y su accionar en la Historia Argentina.

### Sala de Intendencia
Historia es esta especialidad, y su accionar en la Historia Argentina.

### Parque de Artillería
Selección de piezas de artillería empleadas por el Ejército Argentino a lo largo de su historia.

### Parque de blindados
Historia de la PM.
Selección de vehículos blindados de combate (en particular, tanques) empleados por el Ejército Argentino a lo largo de su historia.

### Parque automotor
Selección de vehículos blindados y no blindados de apoyo empleados por el Ejército Argentino a lo largo de su historia.

### Parque Ingenieros
Historia de la especialidad y su accionar en la Historia Argentina.

### Sala de Comunicaciones
Historia de la especialidad Comunicaciones y su intervención en los distintos ámbitos.

### Sala Policía Militar
Historia de la PM.

## Galería de imágenes

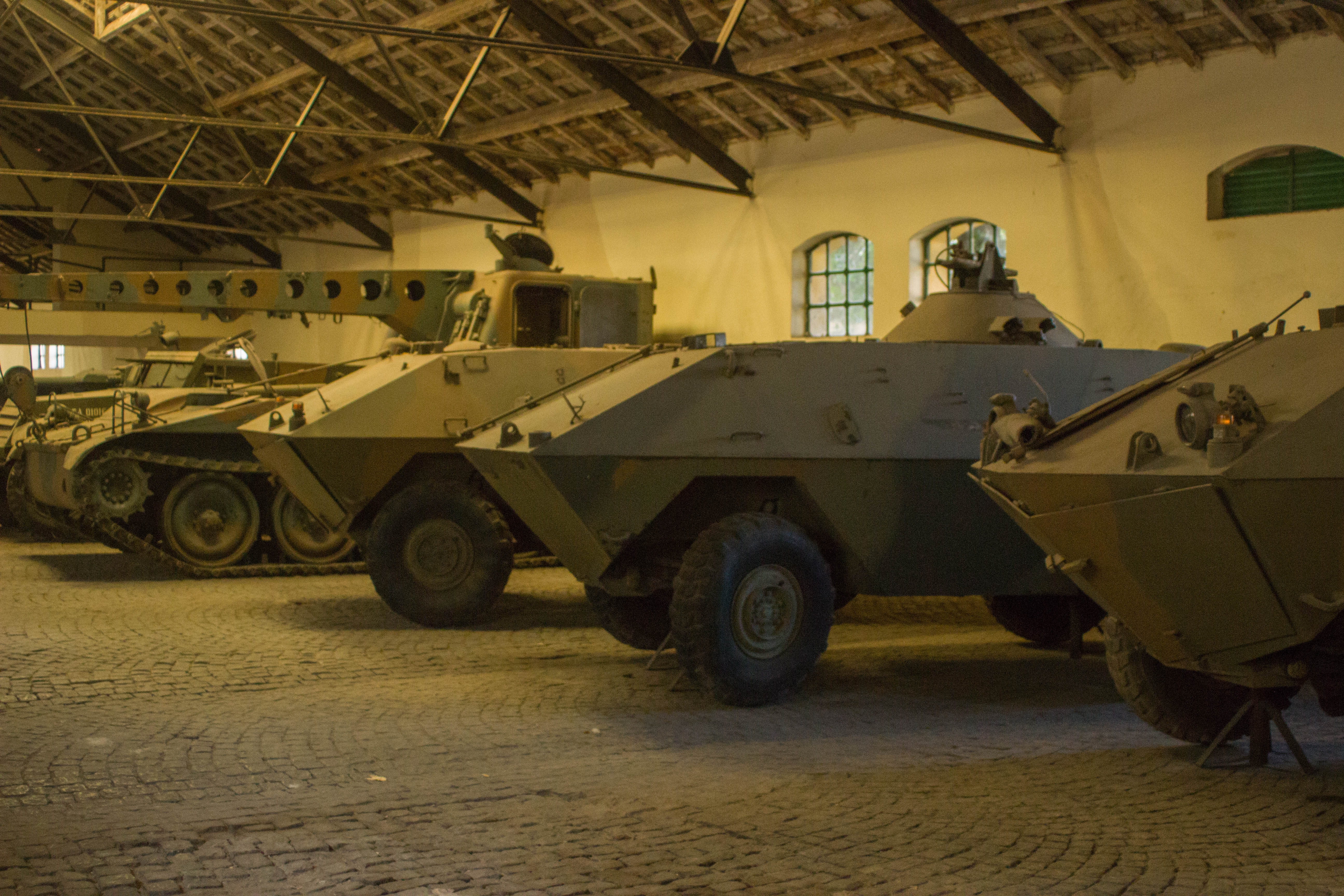
Transportes blindados.
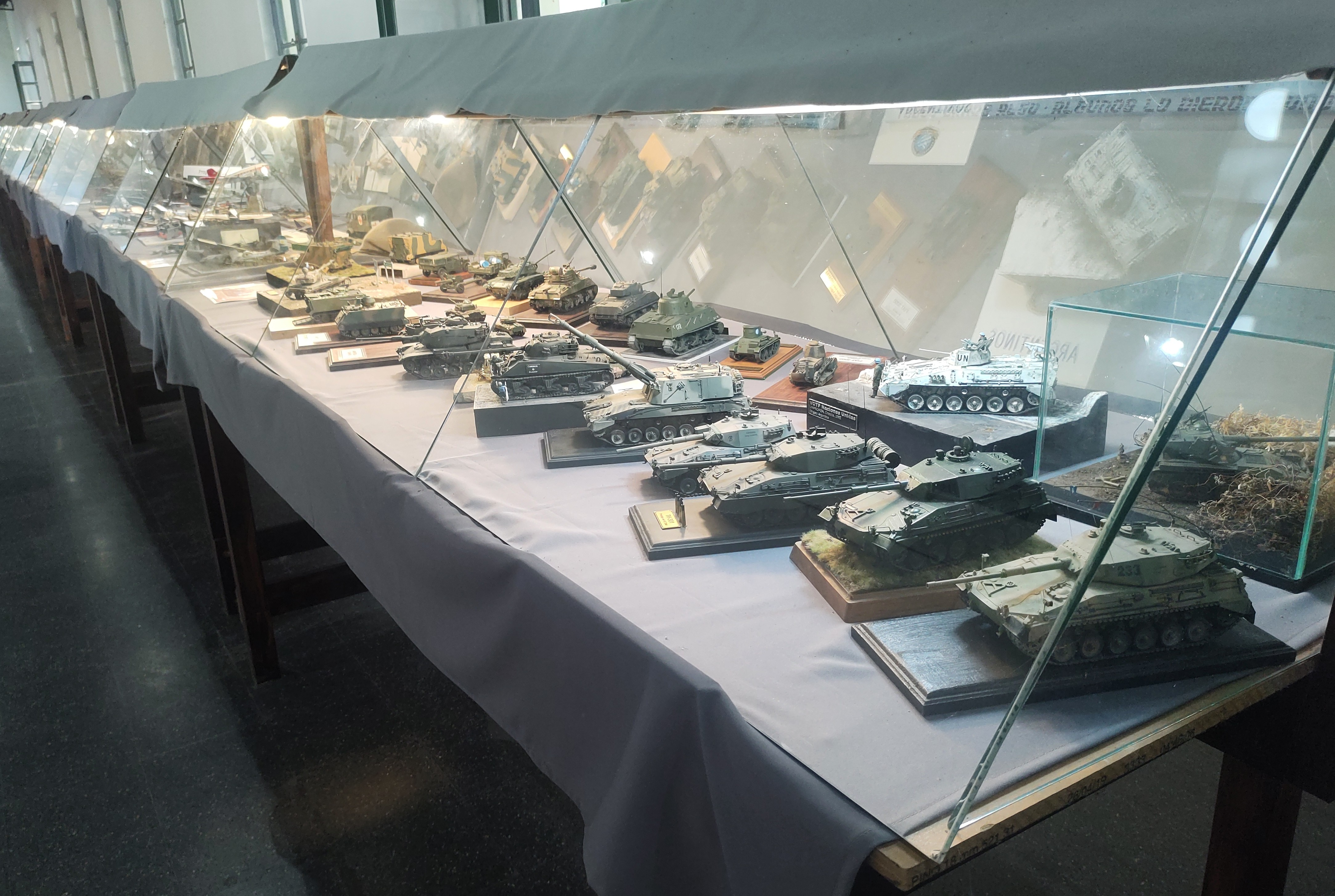
Diversas maquetas de tanques.
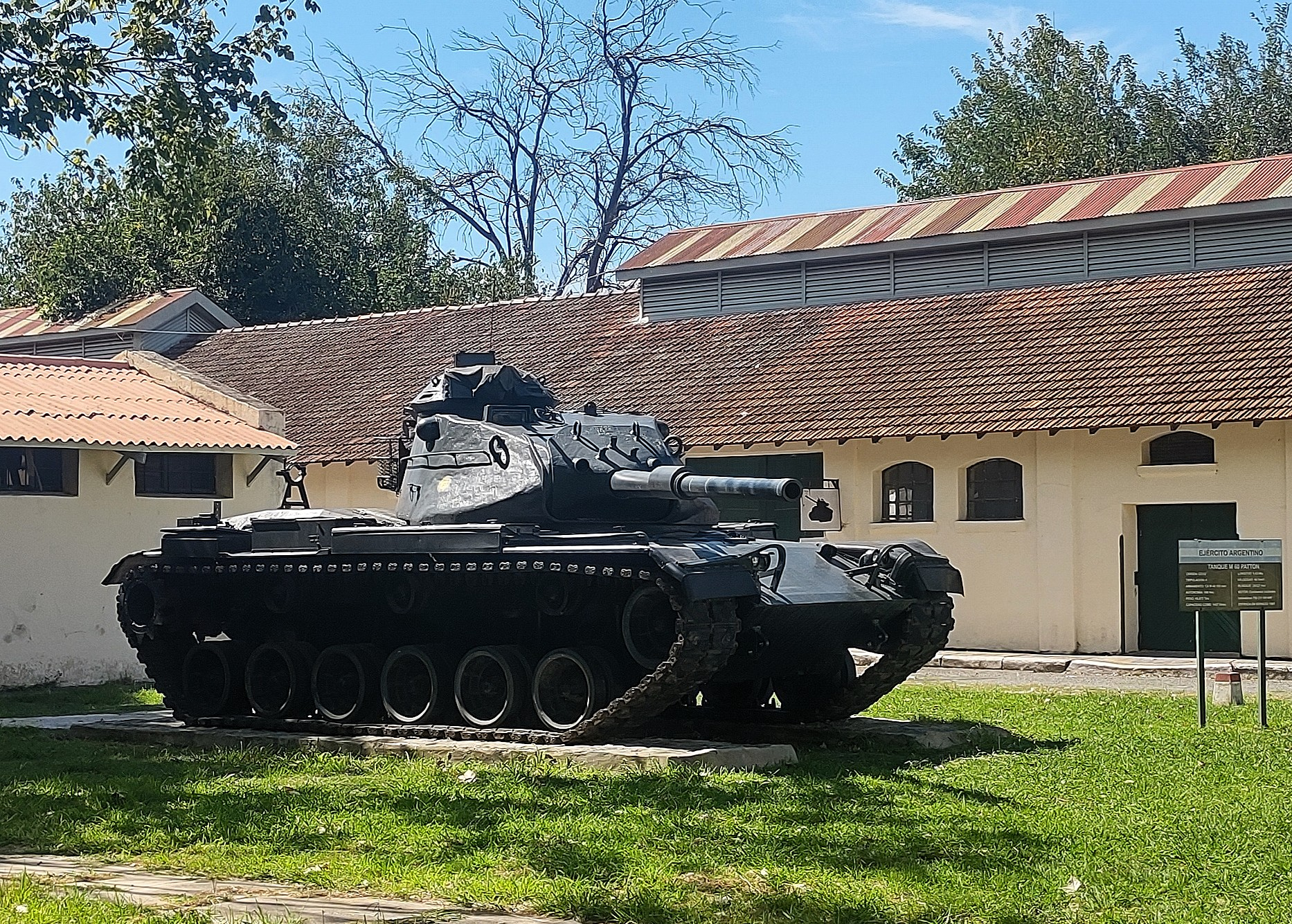
Tanque M60 Patton.
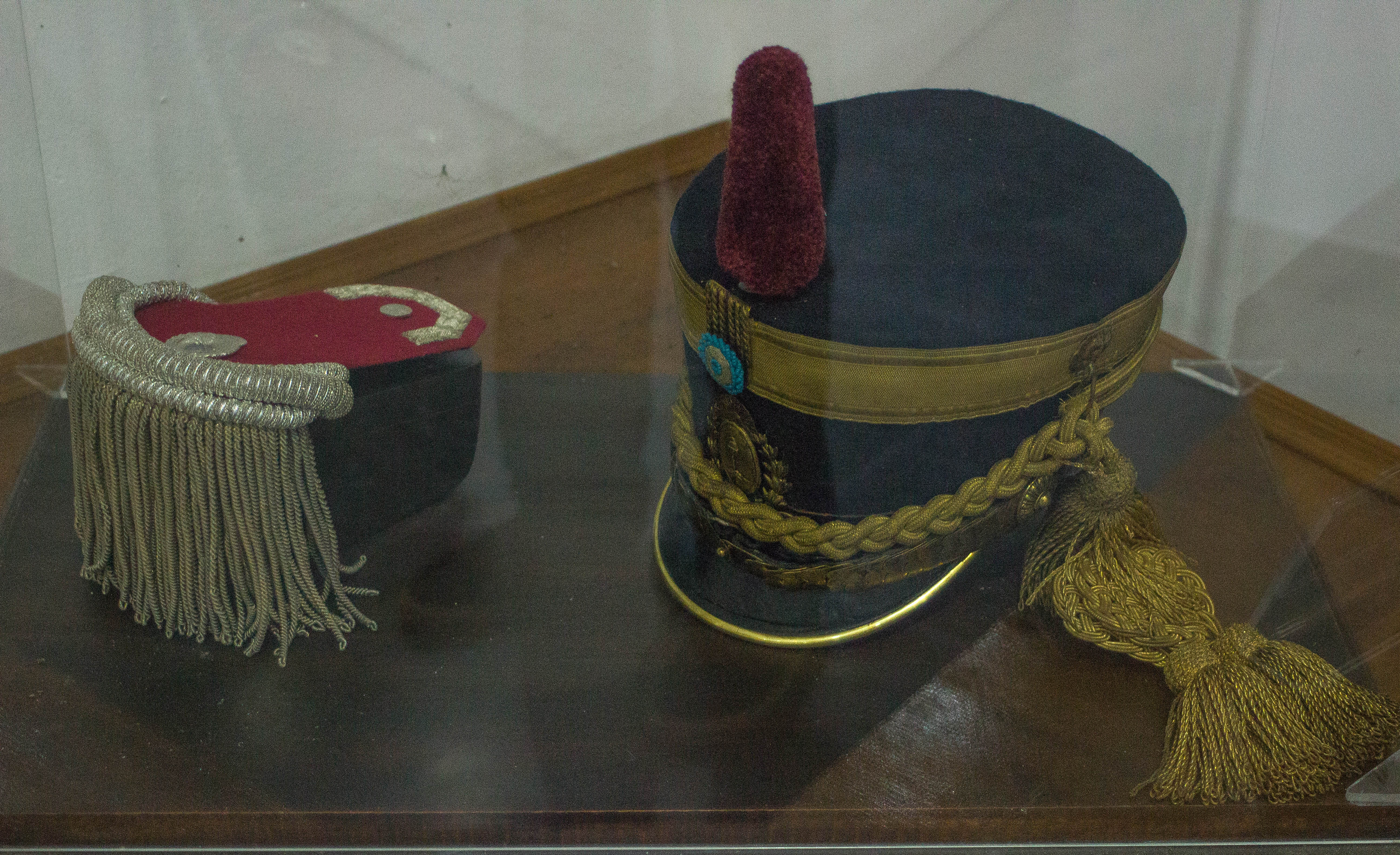
Sombrero del uniforme del Regimiento de Granaderos a Caballo General San Martín.